# Добрава (Радече)
Добрава (словен. Dobrava) — поселення в общині Радече, Савинський регіон, Словенія. Висота над рівнем моря: 375,4 м.